# ドナテッロ
ドナテッロ（伊: Donatello、 1386年頃 - 1466年12月13日）は、ルネサンス初期のイタリア人芸術家、金細工師、彫刻家。フィレンツェ共和国出身で、出生名はドナート・ディ・ニッコロ・ディ・ベット・バルディ （伊: Donato di Niccolò di Betto Bardi）。日本ではドナテルロと表記する場合もある。ドナテッロは立像や浅彫のレリーフを制作した彫刻家として有名だが、透視図法を使用した錯視的表現の発展にも寄与した、最重要な芸術家のひとりである。

## 若年期

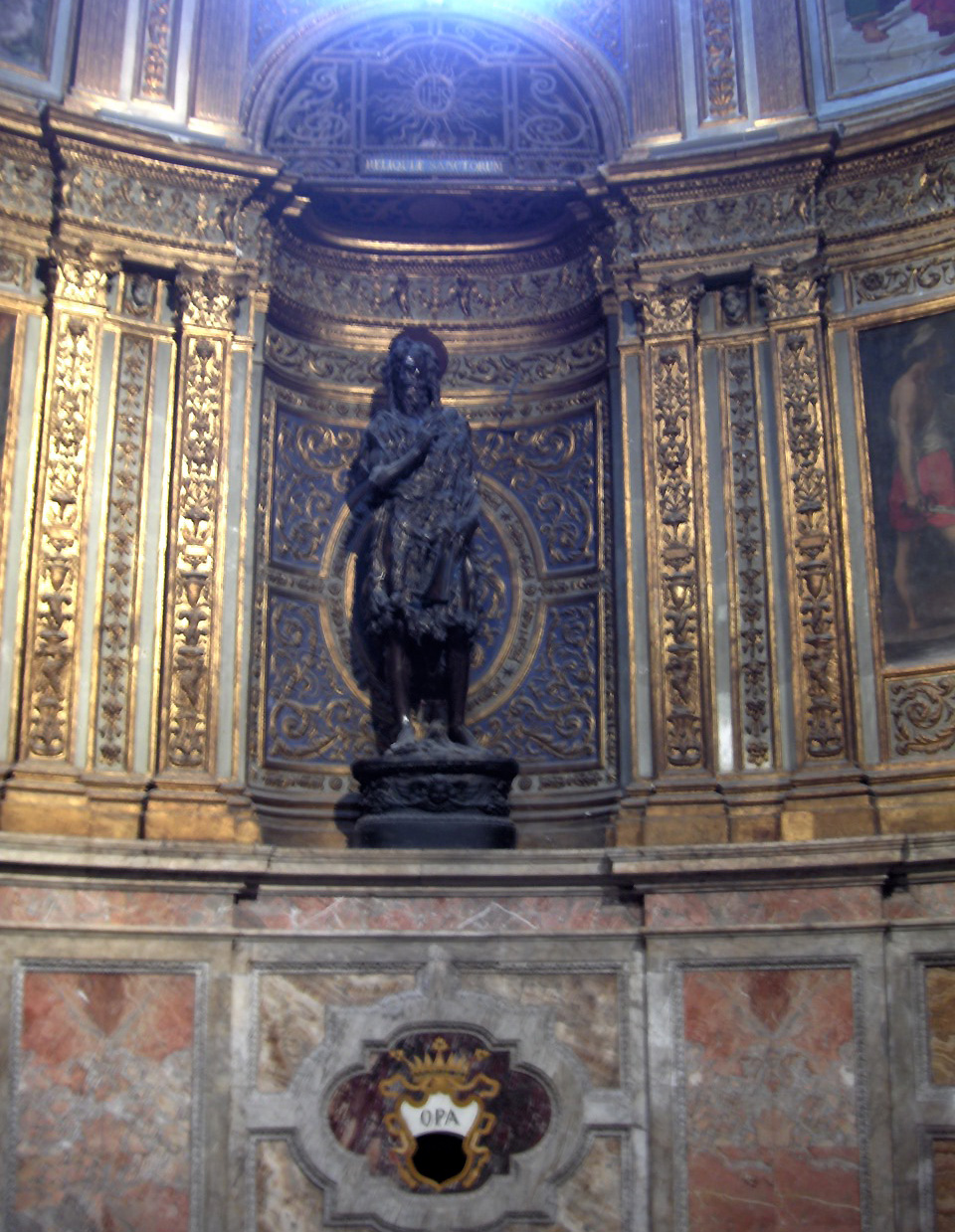
『洗礼者ヨハネ像』（1455年 - 1457年）
シエナ大聖堂（シエーナ）

ドナテッロは、フィレンツェの毛織物ギルドの一員だったニッコロ・ディ・ベット・バルディの息子として、1386年ごろにフィレンツェで生まれた。幼少期のドナテッロはマルテッリ家の邸宅内で教育を受けたと考えられている。ドナテッロが最初に芸術家としての教育を受けたのは金細工師の工房だったのではないかとも言われているが、ルネサンス初期のフィレンツェを代表する彫刻家ロレンツォ・ギベルティの工房で一時的に働いていたのは間違いない。
ドナテッロはローマで1404年から1407年にかけて、フィリッポ・ブルネレスキとともに、習作の制作や彫刻制作助手などの職を得た。ローマでのこの二人の仕事ぶりは当時の美術品収集家たちに高く評価され、ドナテッロは金細工師として生計を立てるようになった。この時期のドナテッロとブルネレスキのローマ滞在中の経験が、後の15世紀イタリア芸術の方向性を決定づけることになる。ブルネレスキはローマでパンテオンなどの古代ローマ建築に感化を受け、その影響を自身の作品に反映させるようになった。後にブルネレスキの設計による建築物とドナテッロの手による彫刻作品は、当時の美術界においてきわめて高い精神性を表現したものとされ、同時代の芸術家たちに非常に大きな影響を及ぼすこととなった。

## フィレンツェの作品

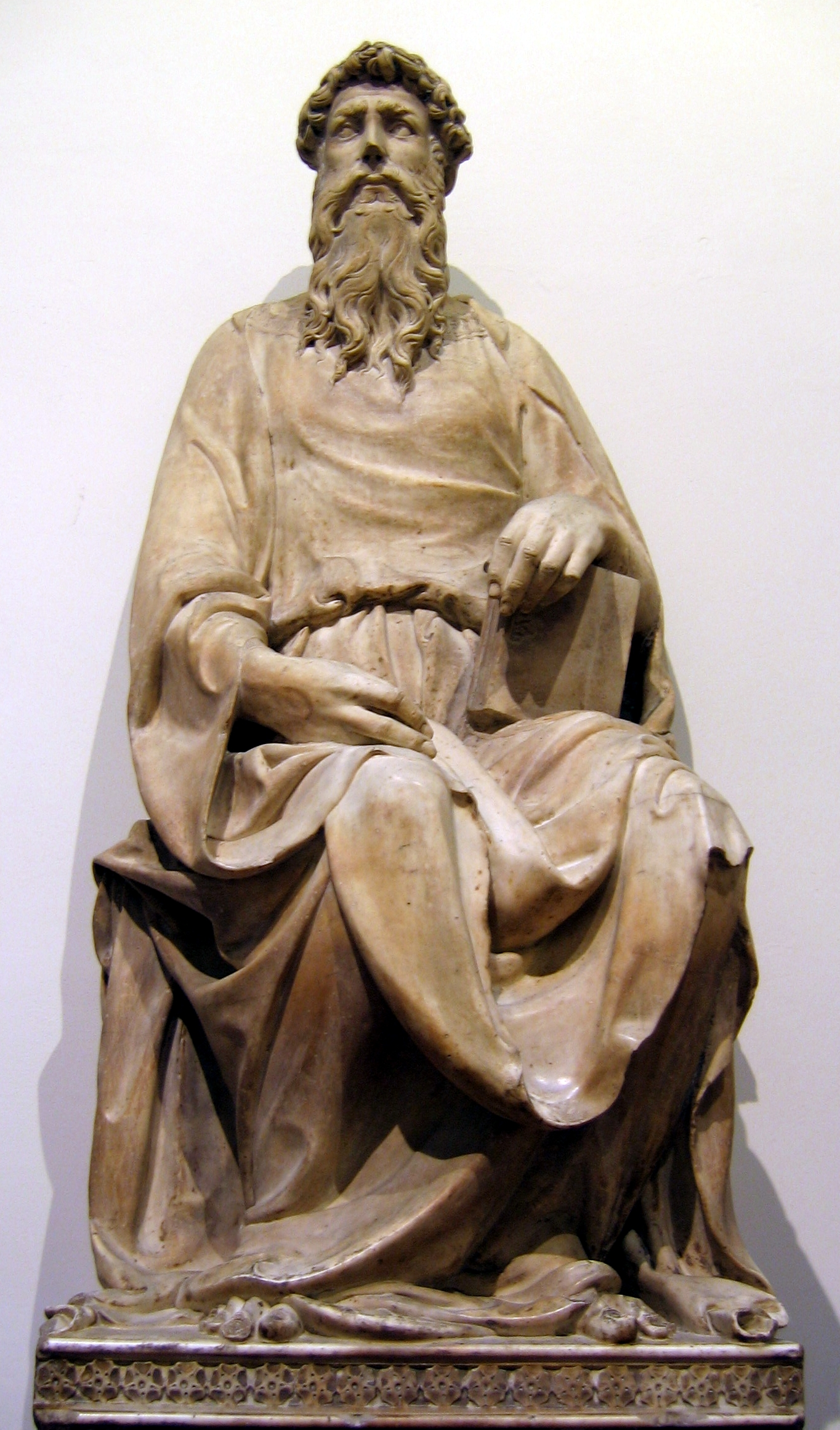
『福音記者聖ヨハネ像』（1409年 - 1415年）
サンタ・マリア・デル・フィオーレ大聖堂ドゥオーモ付属美術館（フィレンツェ）

ドナテッロはフィレンツェで、サンタ・マリア・デル・フィオーレ大聖堂サン・ジョヴァンニ洗礼堂の北側扉の装飾制作をロレンツォ・ギベルティと争った。最終的に北側扉の制作にあたったのはドナテッロで、この仕事に対する支払がなされたのは1406年11月と1408年初頭のことだった。1409年から1411年頃から、大きな『福音記者聖ヨハネ像（サン・ジョヴァンニ像）』の制作に携わっている。この坐像は1588年までサンタ・マリア・デル・フィオーレ大聖堂のファサードに安置されていたが、ファサード改築に伴って撤去され、現在は大聖堂付属のドゥオーモ付属美術館 (en:Museo dell'Opera del Duomo (Florence)) に所蔵されている。『福音記者聖ヨハネ像』は、それまでの後期ゴシック様式とは一線を画し、マニエリスム様式までの人物彫刻像における自然主義の追求と人間の感情表現に新境地をもたらした重要な彫刻作品といえる。顔、肩部、胸部には理想化されたゴシック的表現が見られるものの、手、衣服、脚部は写実的な表現で制作された人物彫刻である。
1406年から、サンタ・クローチェ聖堂の『キリスト磔刑』も制作している。この彫刻のキリストの表情は半開きの目と口をした苦悶に満ちたもので、その姿勢も十字架からずり落ちようとする苦痛に溢れる写実的表現で描写されている。

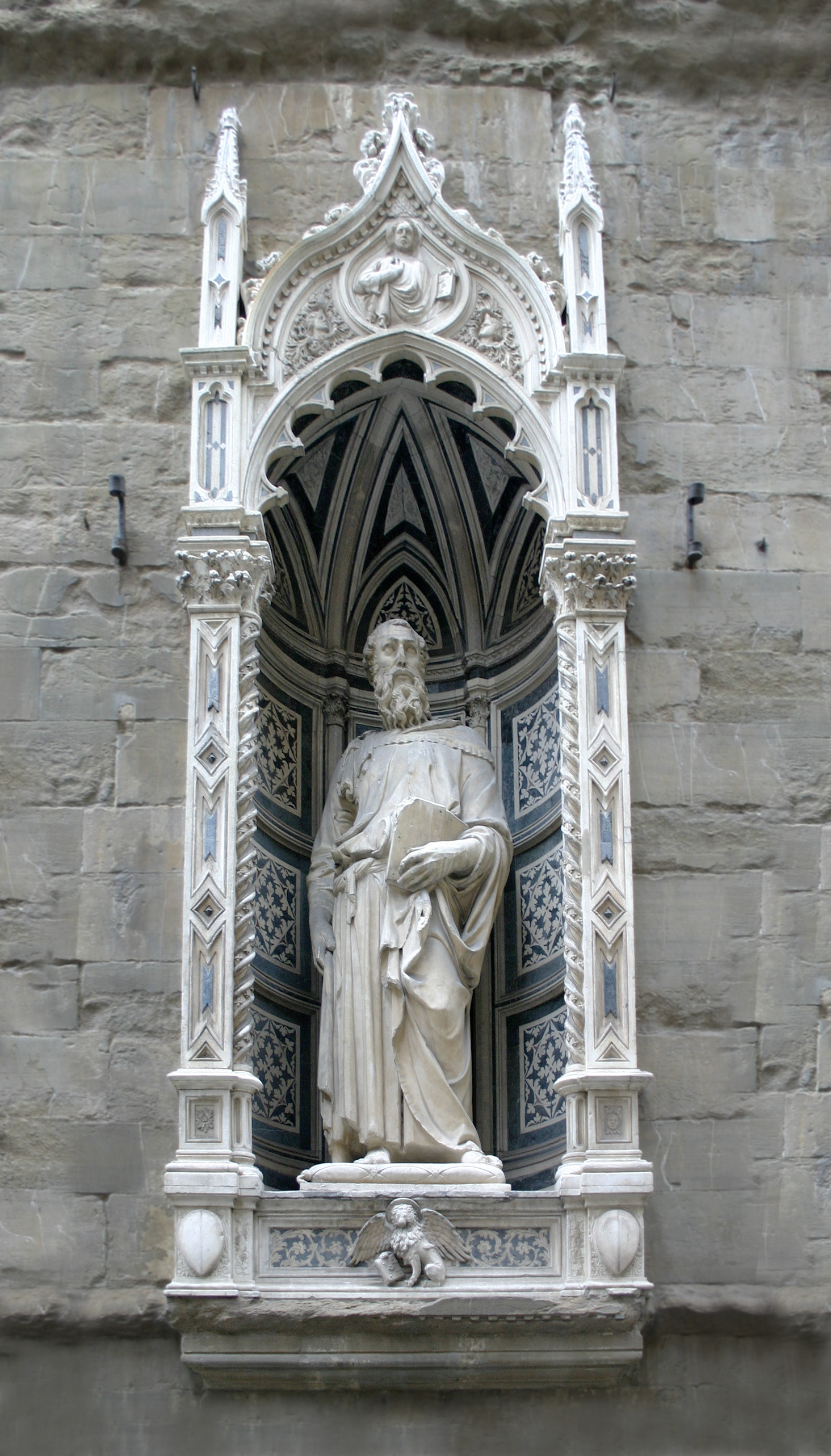
『聖マルコ像』（1411年 - 1414年）
オルサンミケーレ教会（フィレンツェ）

1411年から1413年にかけて、ドナテッロは麻織物組合の依頼でオルサンミケーレ教会 (en:Orsanmichele) の壁龕に『聖マルコ像』(en:St. Mark (Donatello)) を、1417年には甲冑制作組合のために『聖ゲオリギオス像』をそれぞれ制作している。『聖ゲオルギオス像』の基台にあしらわれた優美なレリーフ『聖ゲオリギオスとドラゴン』は、彫刻に一点透視図法を導入した最初期の作品といわれている。1423年には、現在サンタ・クローチェ聖堂が所蔵する『トゥールーズの聖ルイ像』を制作した。この『トゥールーズの聖ルイ像』には、ドナテッロが彫刻を施した収納用のタベルナクル（天蓋付壁龕）が付属していたが、1460年にヴェロッキオの彫刻『聖トマスの不信』の収容用に転用するためにサンミケーレ教会へと売却されている。
ドナテッロは1415年から1426年に、フィレンツェのサンタ・マリア・デル・フィオーレ大聖堂のジョットの鐘楼のために5点の彫像を制作している。『髭のない預言者』（1415年以降）、『髭のある預言者』（1415年以降）、『イサクの犠牲』（1421年）、『預言者ハバクク』（1423年 - 1425年）、『預言者エレミヤ』（1423年 - 1426年）で、古代ローマの演説家のような外観を与えられた、詳細な造形描写に特徴がある彫刻群である。
1425年から1427年にミケロッツォ・ディ・バルトロメオと協同で、フィレンツェのサン・ジョヴァンニ洗礼堂で対立教皇ヨハネス23世の霊廟制作に取り掛かった。この霊廟を飾る彫刻のうち間違いなくドナテッロ作と考えられているのは、仰向けに横たわる故人のブロンズ像である。1427年には、ナポリのサンタンジェロ・ア・ニーロ聖堂の枢機卿リナルド・ブランカッチ霊廟 (en:Tomb of Cardinal Rainaldo Brancacci) に使用する大理石飾りパネルをピサで完成させている。また、同じ時期にシエーナのサン・ジョヴァンニ洗礼堂 (en:Battistero di San Giovanni (Siena)) の依頼で『ヘロデ王の饗宴』のレリーフ、『信仰』と『希望』の彫刻も制作している。

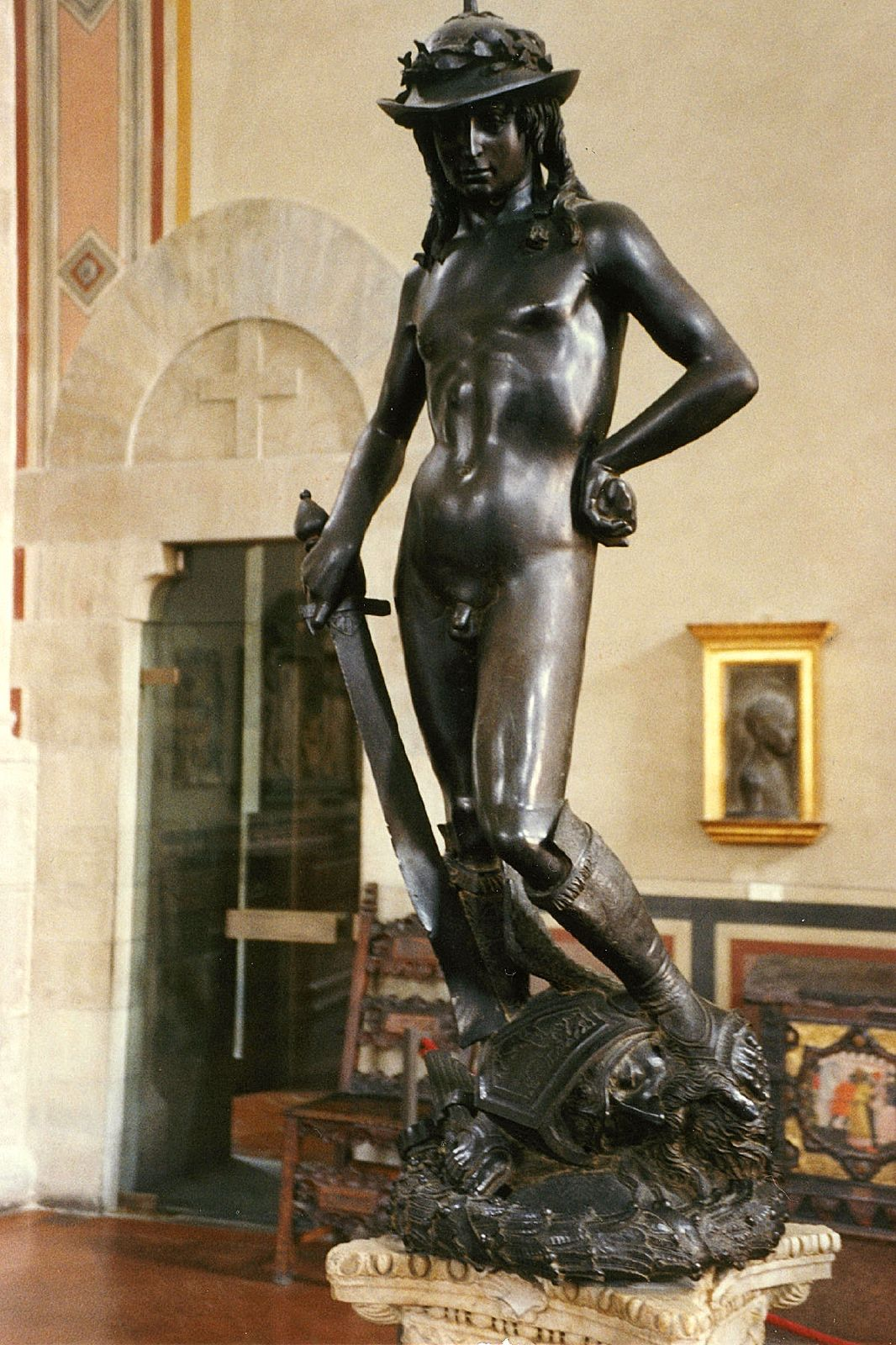
『ダヴィデ像』（1440年頃）
バルジェロ美術館（フィレンツェ）

1430年ごろに、当時の芸術家の重要なパトロンだったフィレンツェの銀行家コジモ・デ・メディチが、自身の邸宅であるメディチ・リッカルディ宮殿 (en:Palazzo Medici Riccardi) の装飾用として、ドナテッロに旧約聖書の登場人物ダヴィデのブロンズ像制作を依頼した。左足で刎ねたゴリアテの首を踏みつけ、右手に剣を下げたダヴィデを表した、現在フィレンツェのバルジェロ美術館が所蔵するこの彫像こそが、古代以降で初めての裸体の立像とされる、ドナテッロの彫刻中でもっとも有名な作品である。それまでの人物彫刻とは全くかけ離れた作風で当時のどの様式にも似ておらず、無慈悲、不合理に打ち勝とうとする都市国家の理念を完璧に表現した作品であるとして、最初の重要なルネサンス彫刻という高い評価を与えられている。
『ダヴィデ像』には同性愛が表現されており、これはドナテッロの性的嗜好を反映していると考える研究者も存在する。あくまでも推測の域を出るものではないが、たとえば歴史家ポール・ストラザーンは、ドナテッロが自身の同性愛嗜好を隠しておらず、その素行も友人たちに容認されていたと主張している。確かに15世紀、16世紀のフィレンツェ共和国では、同性愛は決して珍しいというわけではなかった。しかしながら、ドナテッロの私生活はほとんど知られておらず、当時のフィレンツェの記録には欠落が多いとはいえ、ドナテッロの性的嗜好に関する資料は存在しない。
1433年にコジモ・デ・メディチがフィレンツェを追放されたときには、ドナテッロはローマに滞在していたと考えられている。この時期にドナテッロがローマに滞在していたことの証明として、ローマに現存する、サンタ・マリア・イン・アラチェーリ教会 (en:Santa Maria in Aracoeli) の『ジョヴァンニ・クリヴェッリの霊廟』と古代ローマ美術の強い影響が見られるサン・ピエトロ大聖堂の『チボリウム』の2作品をあげることができる。

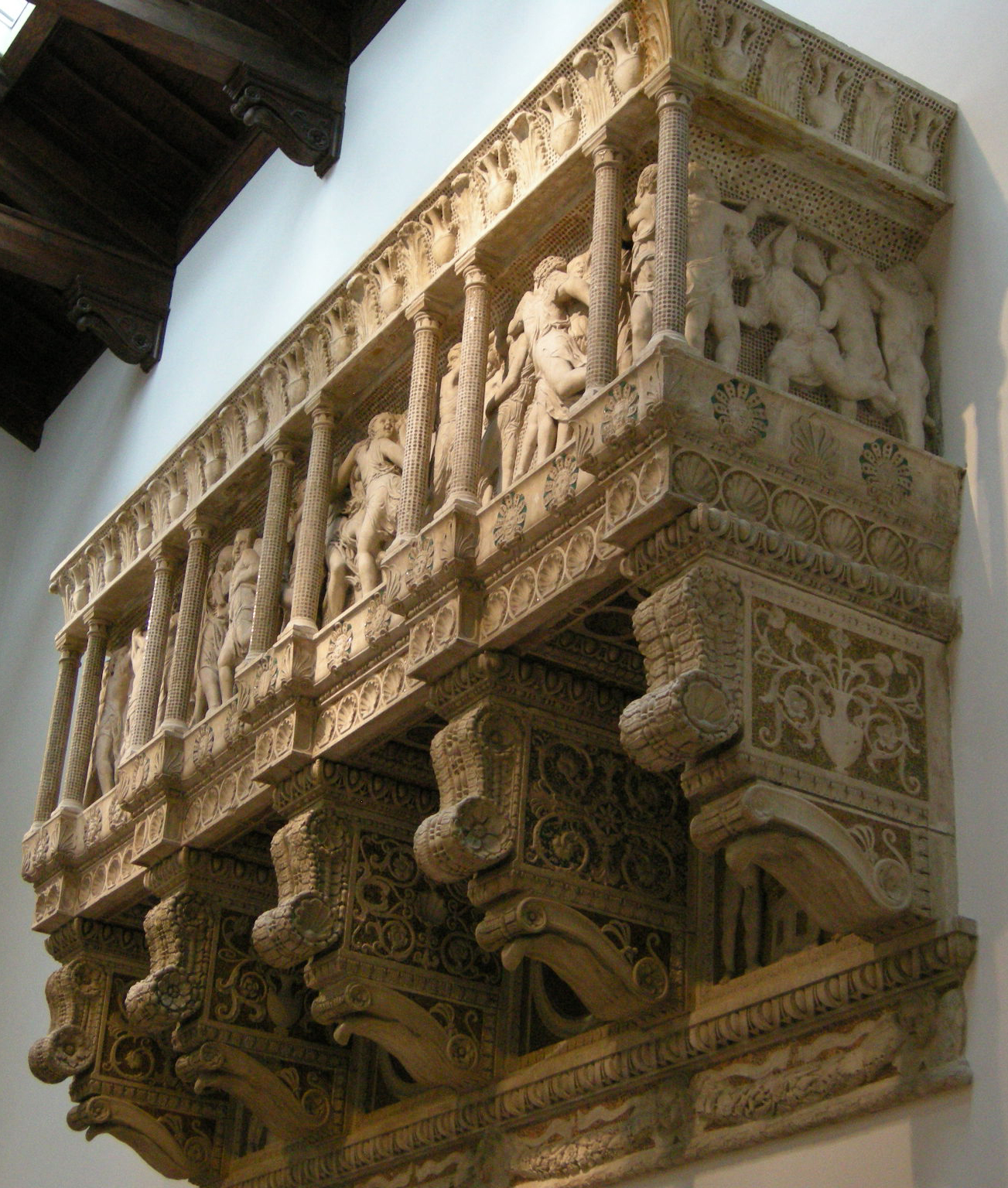
『カントリア』（1433年 - 1438年）
サンタ・マリア・デル・フィオーレ大聖堂ドゥオーモ付属美術館（フィレンツェ）

ドナテッロがフィレンツェに戻ったのは、コジモ・デ・メディチが追放先からフィレンツェへと帰還したのと同時期だった。ドナテッロは1434年5月に、ミケロッツォ・ディ・バルトロメオとの最後の協同作業となる、プラート大聖堂（ドゥオーモ・ディ・プラート (en:Prato cathedral)）の説教壇制作の契約を交わしている。「キリストの殉教」を主題とし、異教徒や歌い踊るプットーなどのレリーフで装飾されているこの説教壇は、ドナテッロが1433年から1438年にかけて断続的に制作したサンタ・マリア・デル・フィオーレ大聖堂の『カントリーア（唱歌壇）』の先駆ともいえるものとなっており、その様式は古代の石棺（サルコファガス）やビザンティン様式の象牙製飾り箱などからの影響が見られる。1435年にはサンタ・クローチェ聖堂の『受胎告知』の彫刻、1437年から1443年にはサン・ロレンツォ教会 (en:Basilica di San Lorenzo di Firenze) 旧聖具室の扉に聖人たちの肖像装飾レリーフを制作している。1438年から、ヴェネツィアのサンタ・マリア・グロリオーザ・デイ・フラーリ聖堂の依頼で、木彫の『洗礼者ヨハネ像』を手がけた。さらに1440年ごろには、現在バルジェロ美術館が所蔵する『カメオの少年』を制作しているが、この作品は古代以降で最初期の胸像である。

## パドヴァの作品

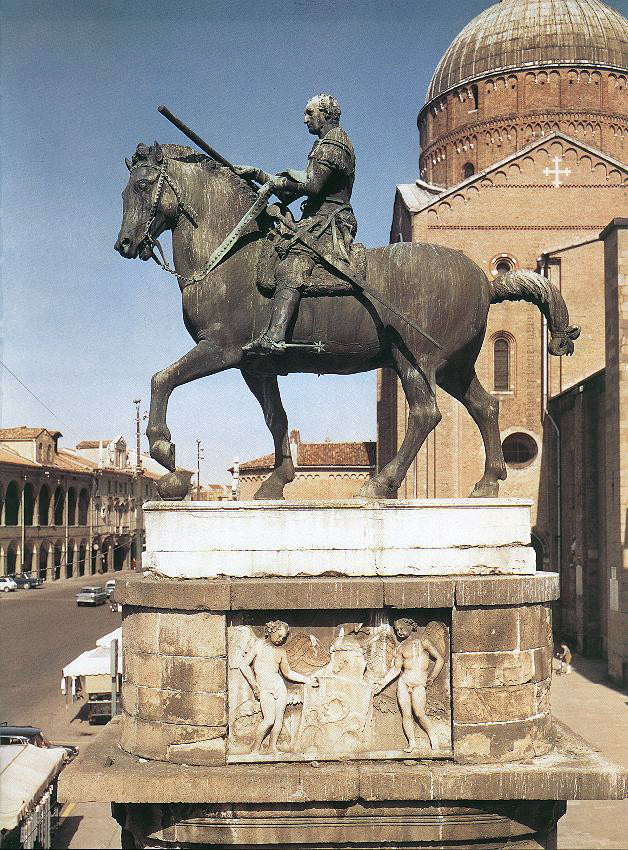
『ガッタメラータ騎馬像』（1453年）
サンタントーニオ・ダ・パードヴァ聖堂前サント広場（パドヴァ）

1443年にドナテッロは、有名な傭兵でヴェネツィア軍総司令官も勤めて同年1月に死去したガッタメラータの記念像を制作するために、ガッタメラータの遺産相続人からパトヴァに招かれた。サイズ 340 x 390 cm（台座のサイズは 780 x 410 cm）の『ガッタメラータ騎馬像』は、ルネサンス期に制作された最初の騎馬彫刻像であるとともに、壮大な古代の騎馬彫刻像を復活させた最初の作品である。そしてこの作品は、その後数世紀にわたって、功のあった軍人を顕彰するために制作される騎馬像の原点、先例といえる存在となっていった。
『ガッタメラータ騎馬像』は、当時のほかのブロンズ像と同様にロストワックスの技法で制作されており、台座上のガッタメラータも馬も等身大で表現されている。古代ローマの彫刻『マルクス・アウレリウス騎馬像』 (en:Equestrian Statue of Marcus Aurelius) のように、対象物の偉大さ、力強さを強調する目的で実際のサイズよりも大きく表現する手法ではなく、等身大のこの彫刻でドナテッロは、感情、ポーズ、象徴表現などによって、ガッタメラータの偉大さを描写しようとした。ドナテッロはガッタメラータを潤色、脚色することなく、ありのままの力強さを表現しようとしており、実際に等身大のこの騎馬像は十分にガッタメラータの偉大さが伝わる作品となっている。また、騎馬像の台座上部には「扉」が表現された2点のレリーフがある。この「扉」は地下への門を意味する象徴であり、実際にはガッタメラータが葬られてはいないにもかかわらず、この騎馬像にあたかも墓標であるかのような印象を与えている。片方のレリーフには2体のプットー (en:putto) が支えるガッタメラータの紋章が、もう片方のレリーフには甲冑を誇示する天使が刻まれている。
サンタントーニオ・ダ・パードヴァ聖堂には、ドナテッロの彫刻作品が多く残されており、1444年から1447年に制作されたブロンズの『キリスト磔刑像』、聖歌隊席の彫刻、主祭壇を飾る『聖母子像』と6人の聖人などのブロンズ製レリーフなどが所蔵されている。ただし、この6人の聖人のレリーフは、1895年にイタリア人建築家カミロ・ボイト (en:Camillo Boito) の聖堂の修改築によって見えなくなってしまった。信徒席正面に位置する『聖母子像』には、古代神話で知識を象徴する二頭のスフィンクスを両横に配した玉座が表現されている。さらに1446年から1450年にかけてドナテッロが制作した、聖アントニウス（サンタントーニオ）の生涯を描いた非常に重要な4点のレリーフが聖堂に収められている。

## フィレンツェでの最晩年

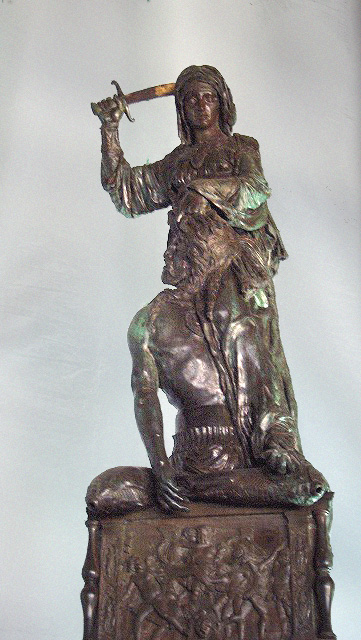
『ユディトとホロフェルネス』（1453年 - 1457年）
ヴェッキオ宮殿（フィレンツェ）

ドナテッロは1453年にパドヴァからフィレンツェへと帰郷した。1455年から1460年の作品『ユディトとホロフェルネス』は、当初シエナ大聖堂からの依頼で制作が開始されたものだったが、後にメディチ家によって買い上げられ、一族のコレクションに加えられた彫刻である。ドナテッロは1461年までシエーナに滞在し、シエナ大聖堂所蔵の『洗礼者ヨハネ像』などを制作している。
ル
フィレンツェでの最後の彫刻制作依頼となったのはサン・ロレンツォ教会のブロンズ製説教壇で、ドナテッロは弟子のバルトロメーオ・ベッラーノ、ベルトルド・ディ・ジョヴァンニ (en:Bertoldo di Giovanni) とともにこの作業にあたった。このときドナテッロは全体的なデザインを手がけるとともに、独自で『聖ラウレンティウスの殉教』、『十字架降架』を、ベラーノと共作で『ピラトの前のキリスト』、『カイアファの前のキリスト』を制作している。
ドナテッロは1466年にフィレンツェで死去し、サン・ロレンツォ教会のコジモ・デ・メディチの墓の隣に埋葬された。

## ギャラリー

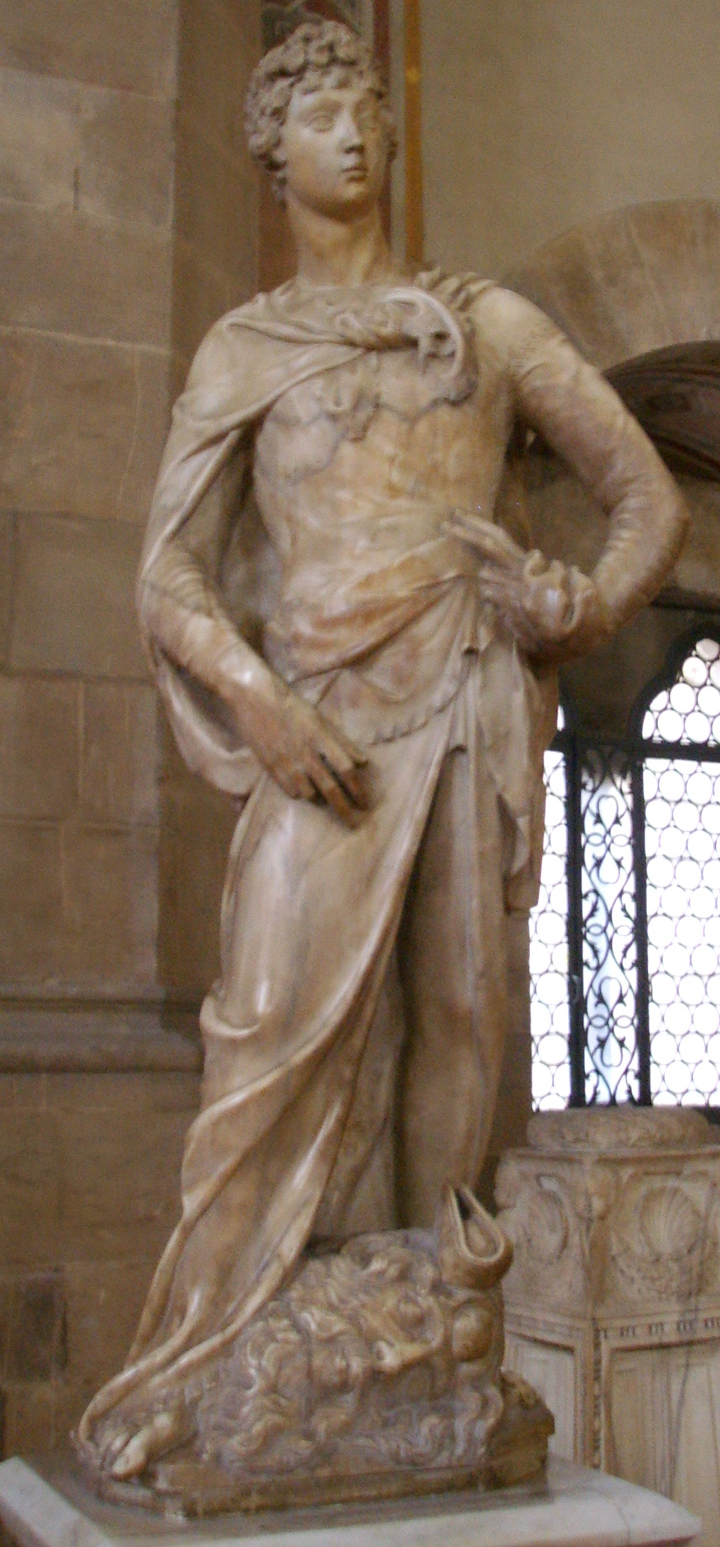
『ダヴィデ像』（1408年 - 1409年） バルジェロ美術館
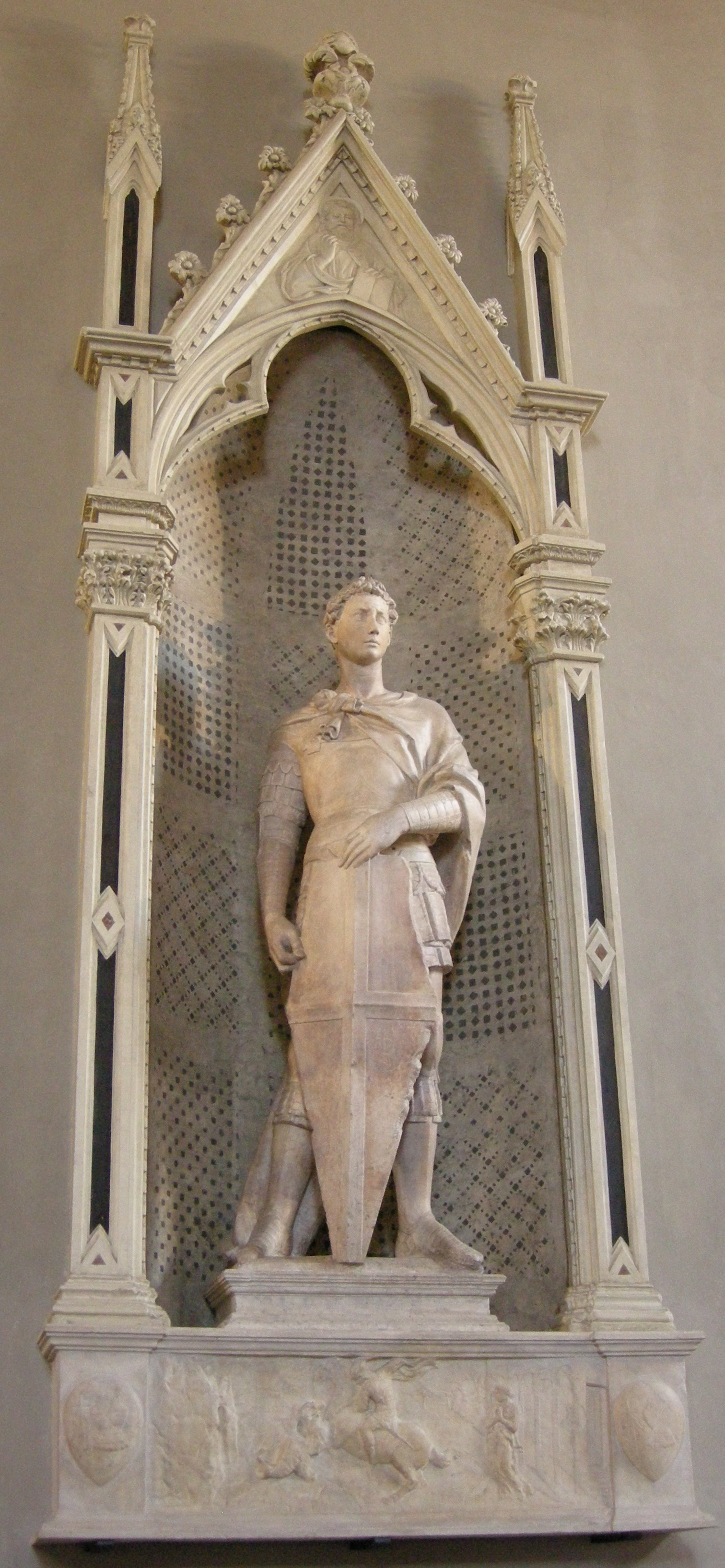
『聖ゲオルギウス像』（1415年 - 1417年） バルジェロ美術館
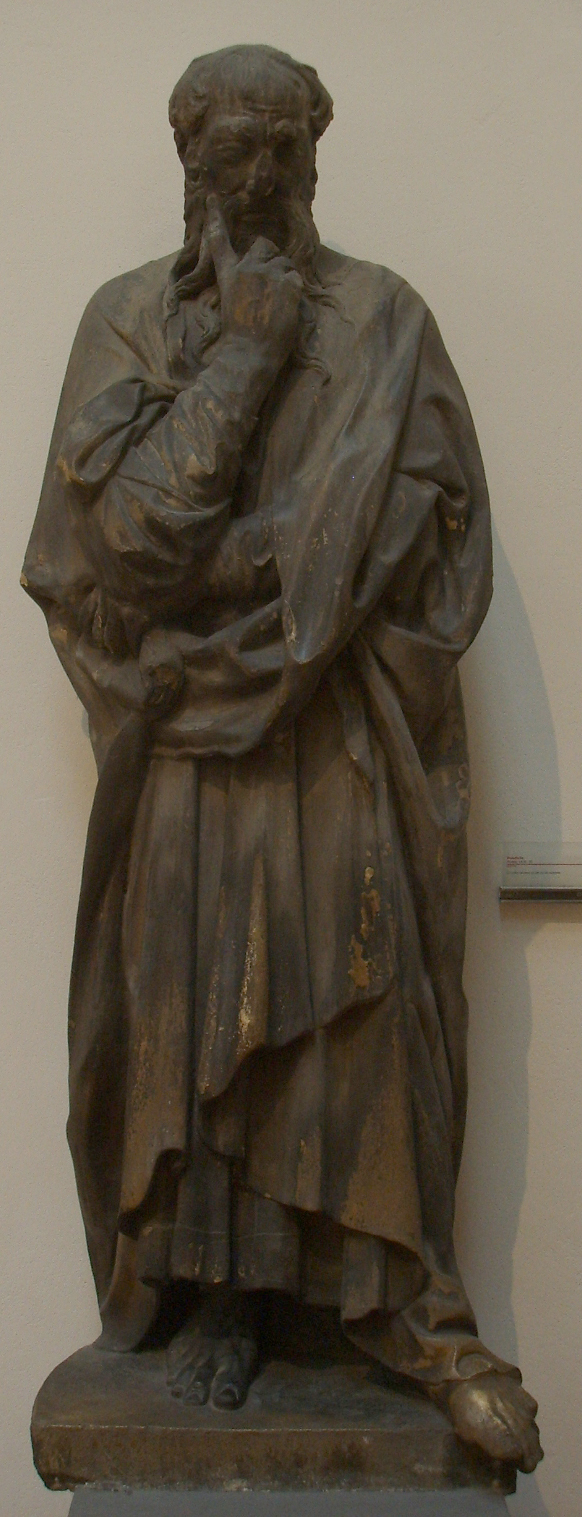
『髭のある預言者』（1415年 - 1418年） サンタ・マリア・デル・フィオーレ大聖堂ドゥオーモ付属美術館
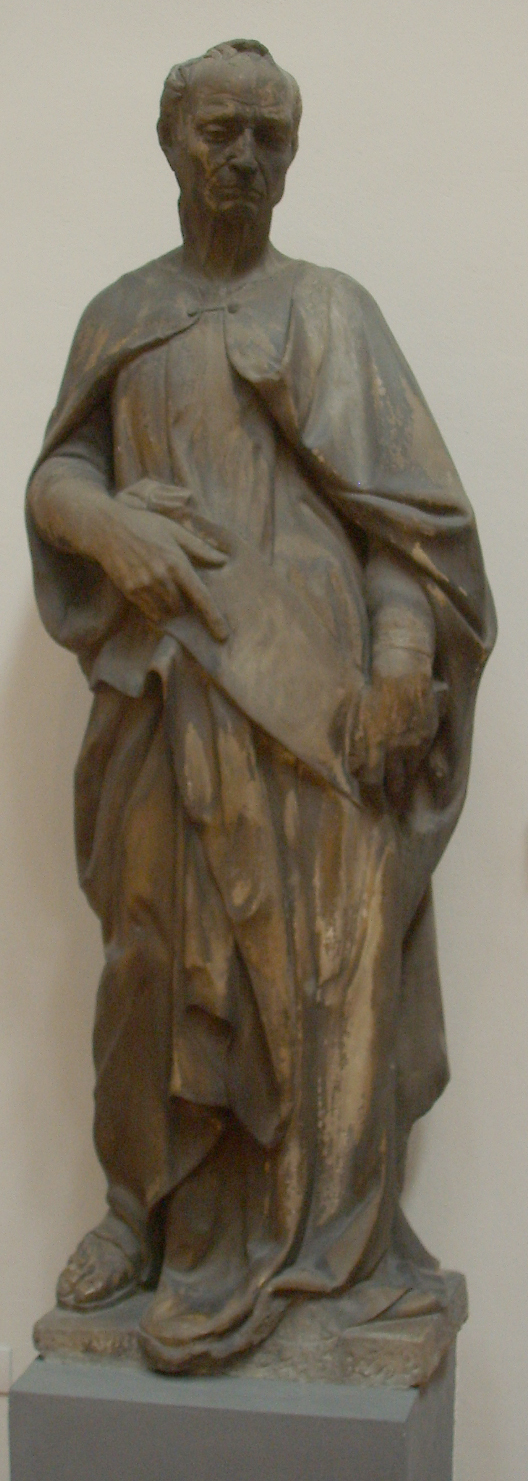
『髭のない預言者』（1415年 - 1418年） サンタ・マリア・デル・フィオーレ大聖堂ドゥオーモ付属美術館
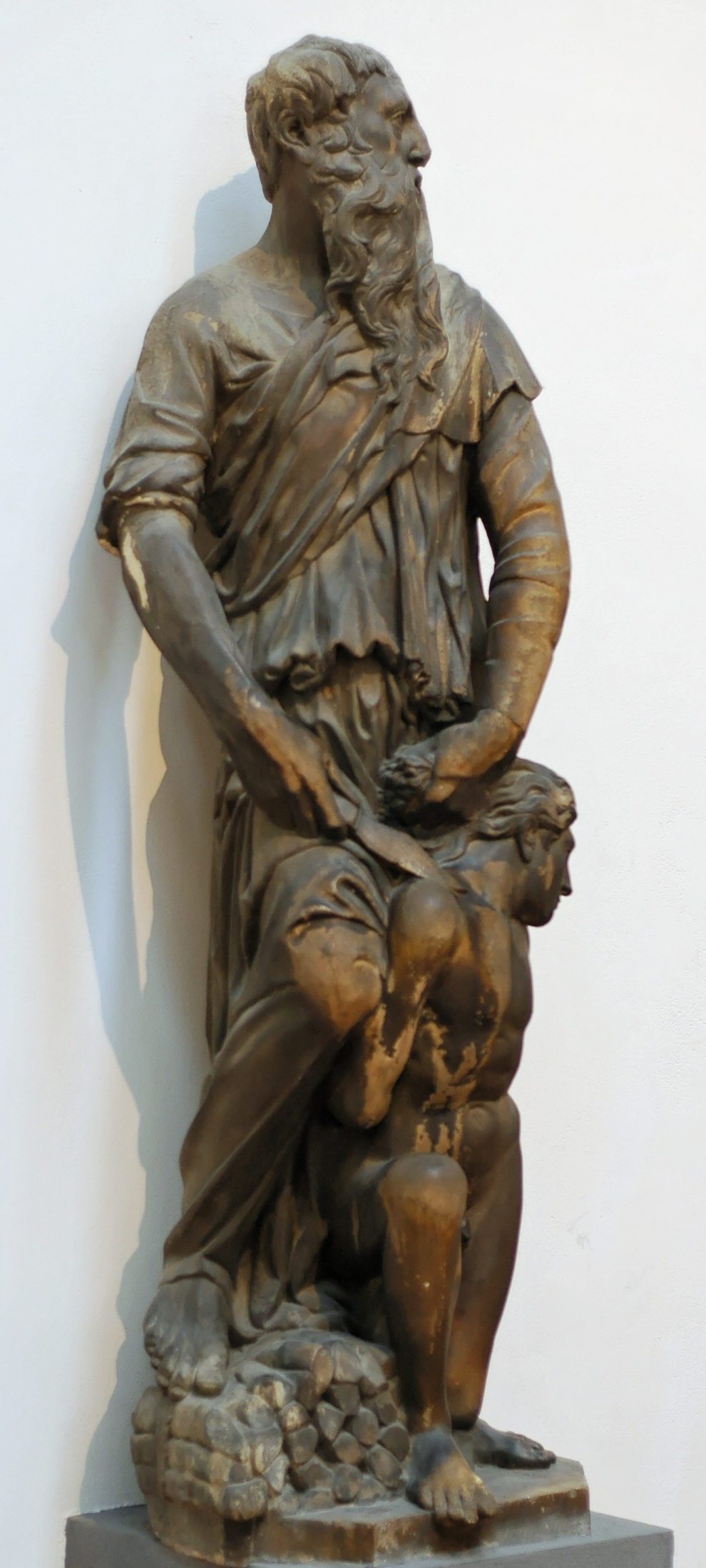
『イサクの犠牲』（1421年） サンタ・マリア・デル・フィオーレ大聖堂ドゥオーモ付属美術館
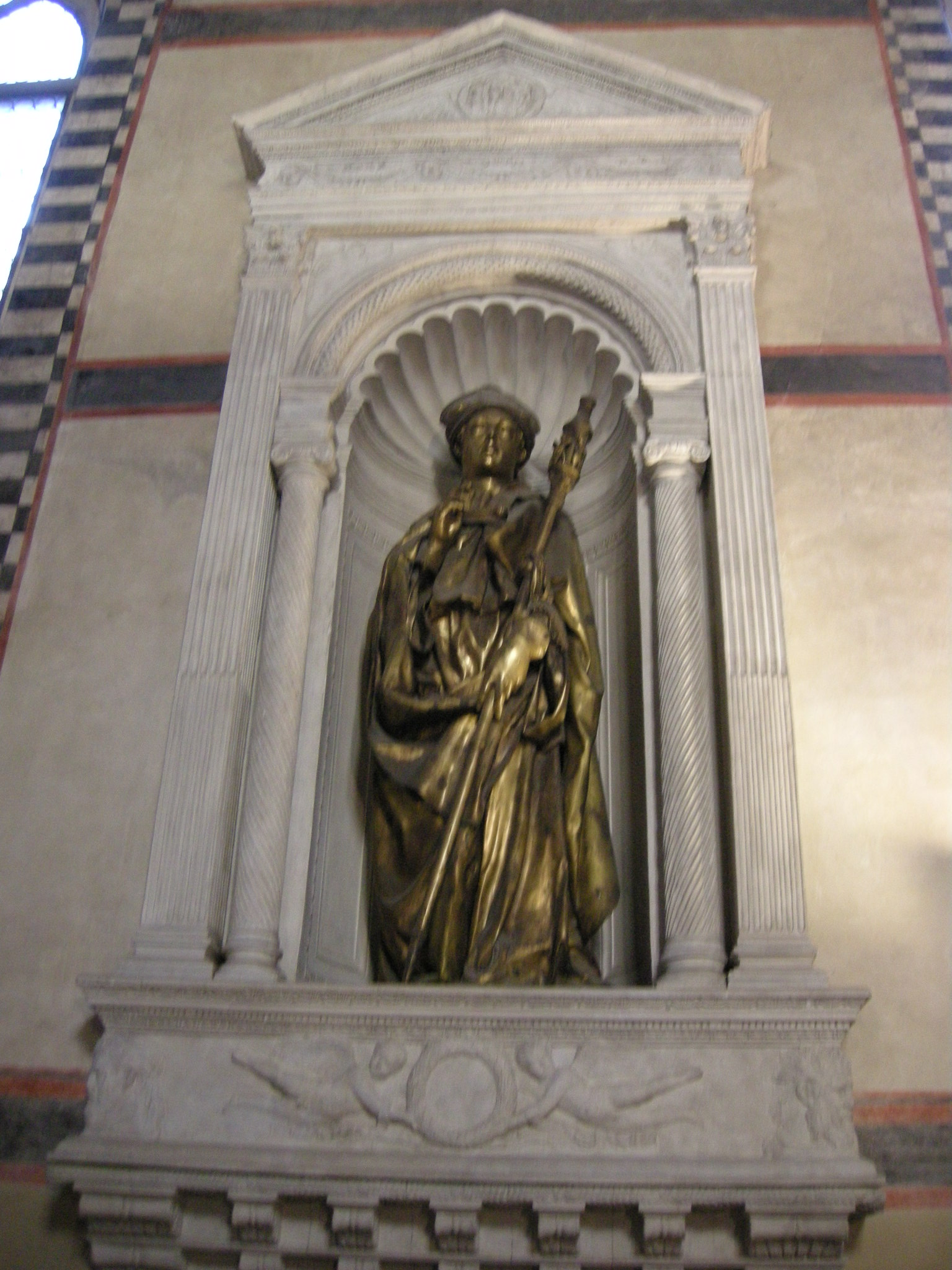
『トゥールーズの聖ルイ像』（1422年 - 1425年） サンタ・クローチェ聖堂
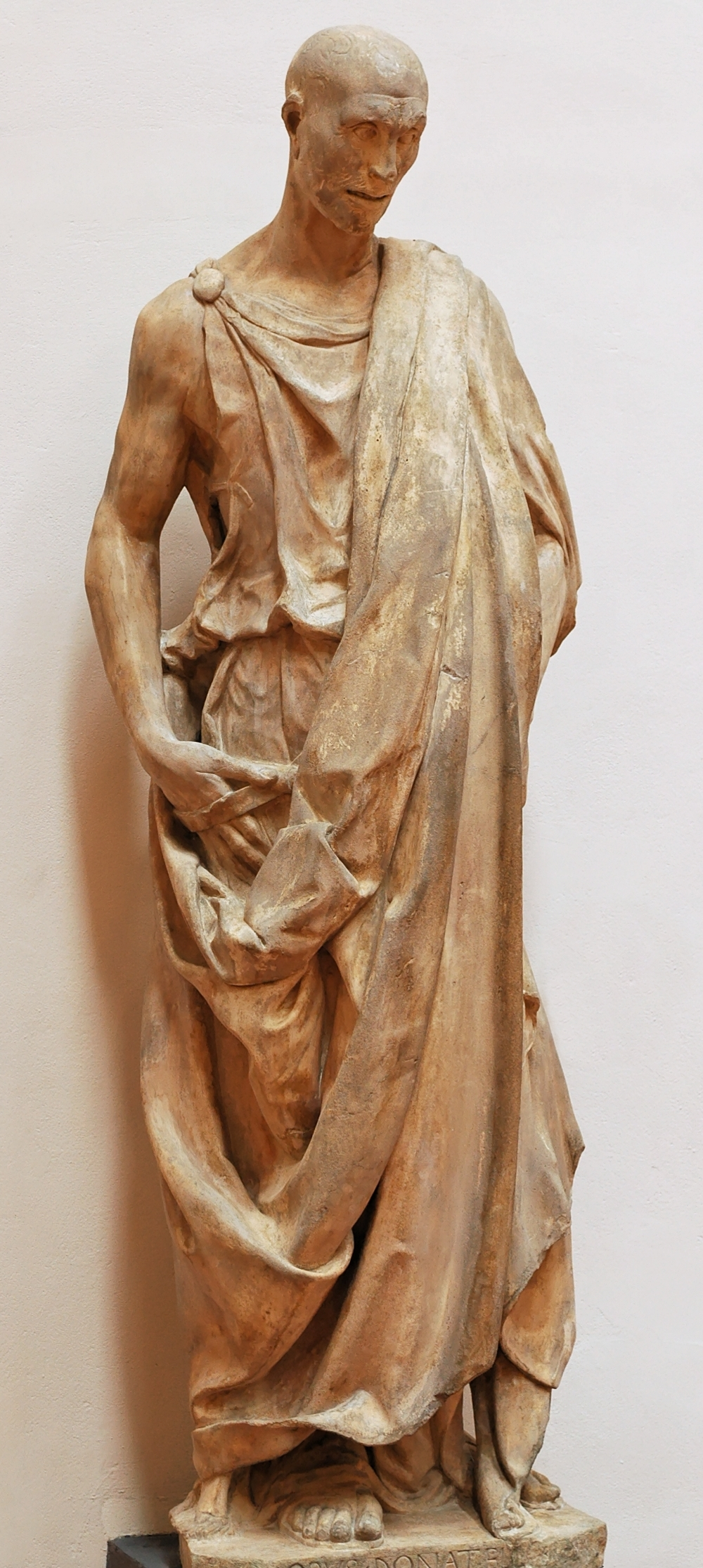
『預言者ハバクク』（1423年 - 1425年） サンタ・マリア・デル・フィオーレ大聖堂ドゥオーモ付属美術館
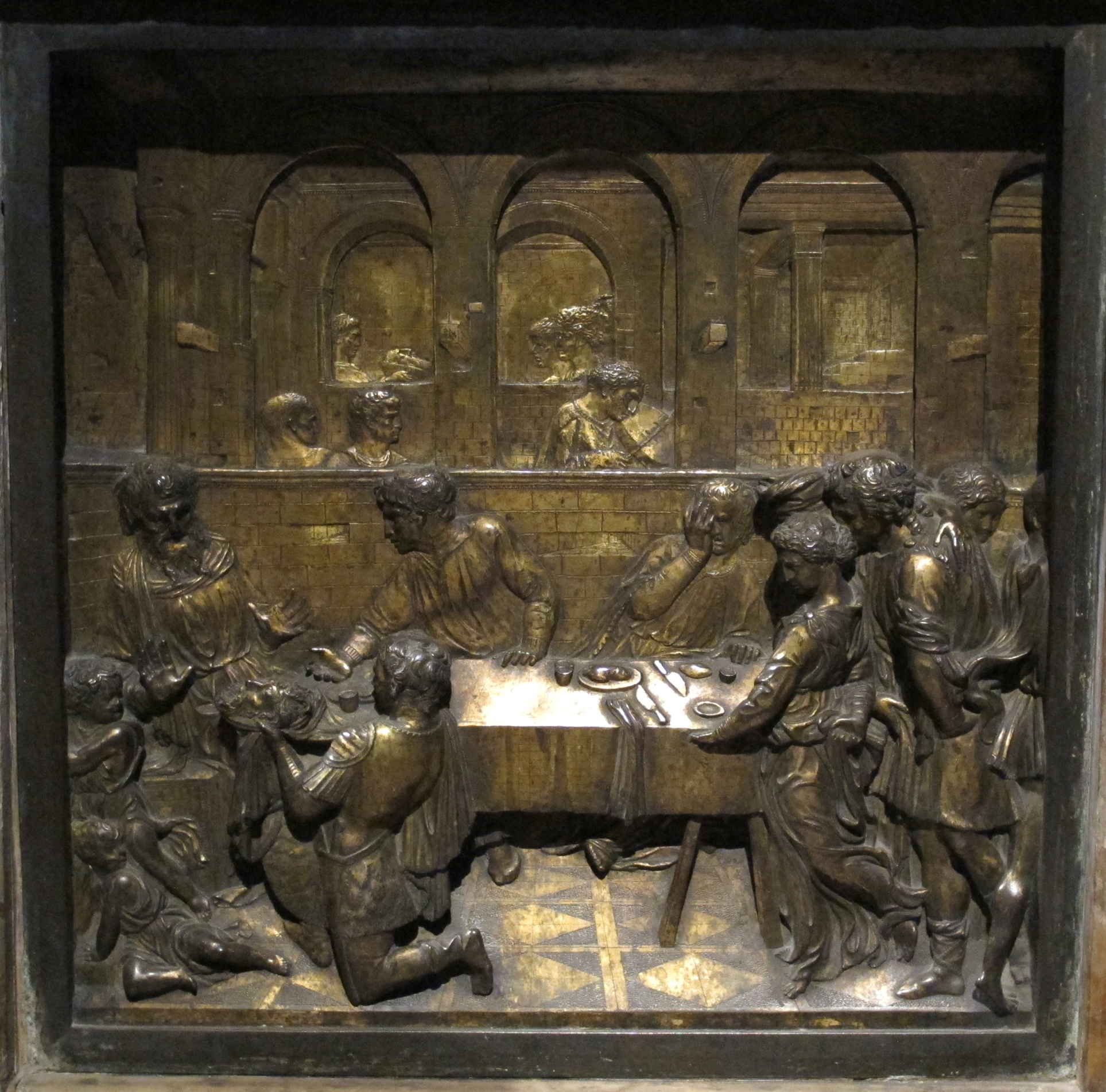
『ヘロデ王の饗宴』（1423年 - 1427年） シエナ大聖堂サン・ジョヴァンニ洗礼堂
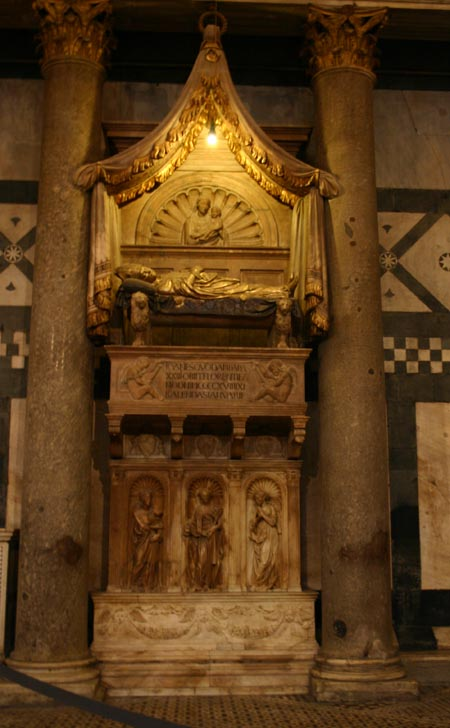
「対立教皇ヨハネス23世の霊廟」（1425年 - 1427年） サンタ・マリア・デル・フィオーレ大聖堂サン・ジョヴァンニ洗礼堂
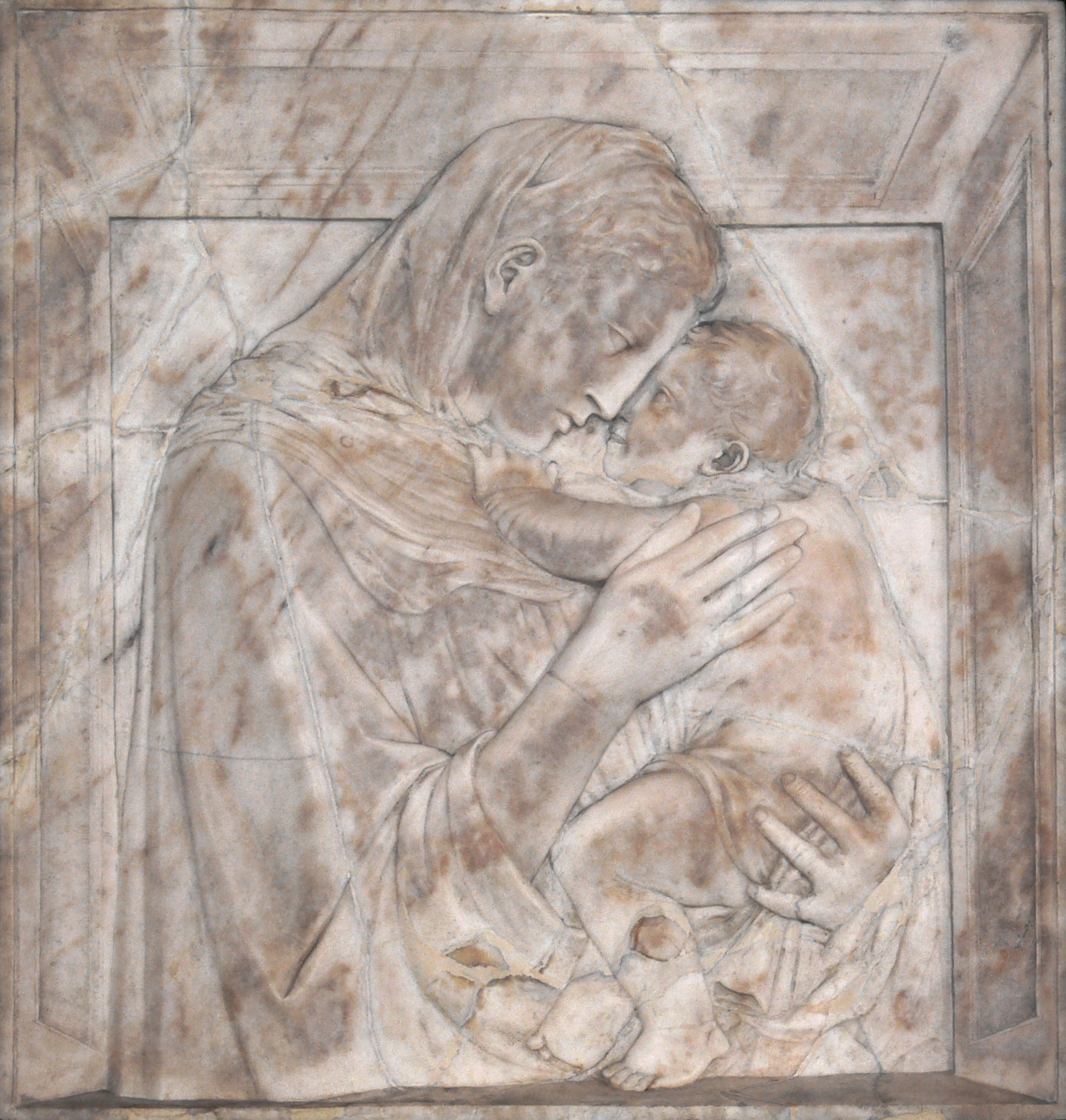
『パッツィの聖母』（1425年 - 1430年） ボーデ博物館
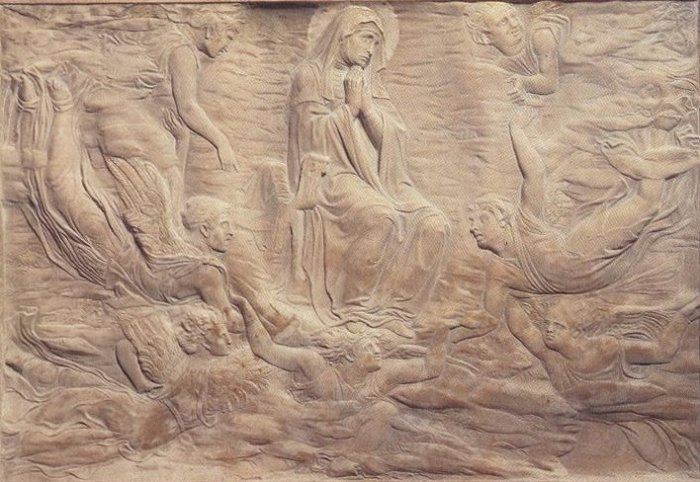
『聖母被昇天』（枢機卿ライナルド・ブランカッチ霊廟のレリーフ、1427年） サンタンジェロ・ア・ニーロ聖堂
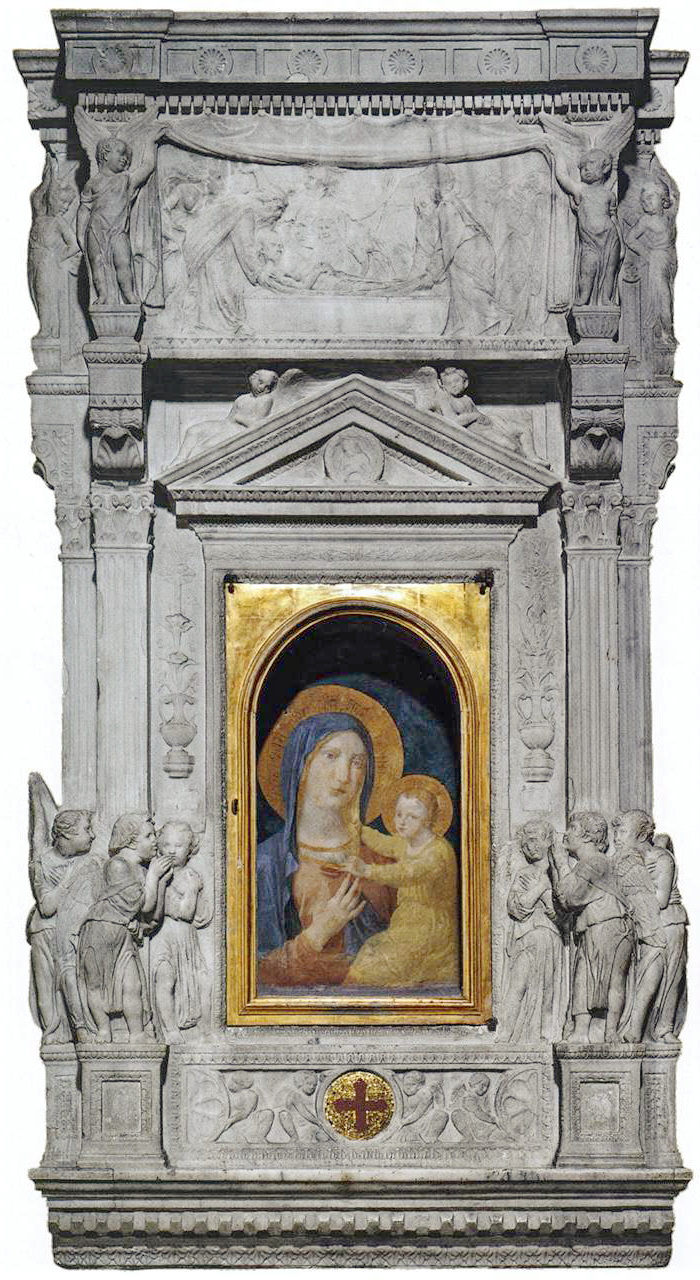
『チボリウム』（1432年 - 1433年） サン・ピエトロ大聖堂
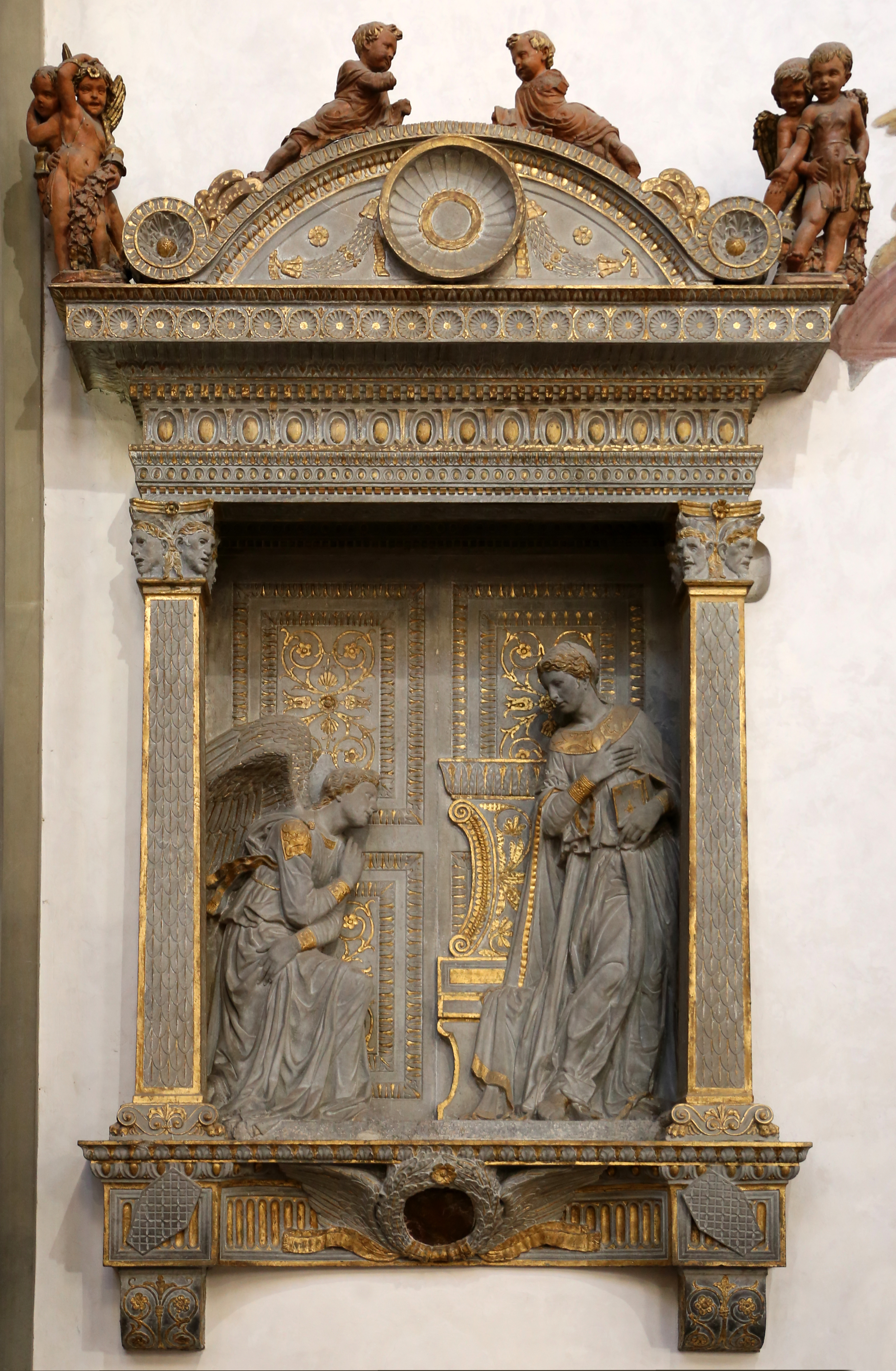
『カヴァルカンティの受胎告知』（1435年） サンタ・クローチェ聖堂
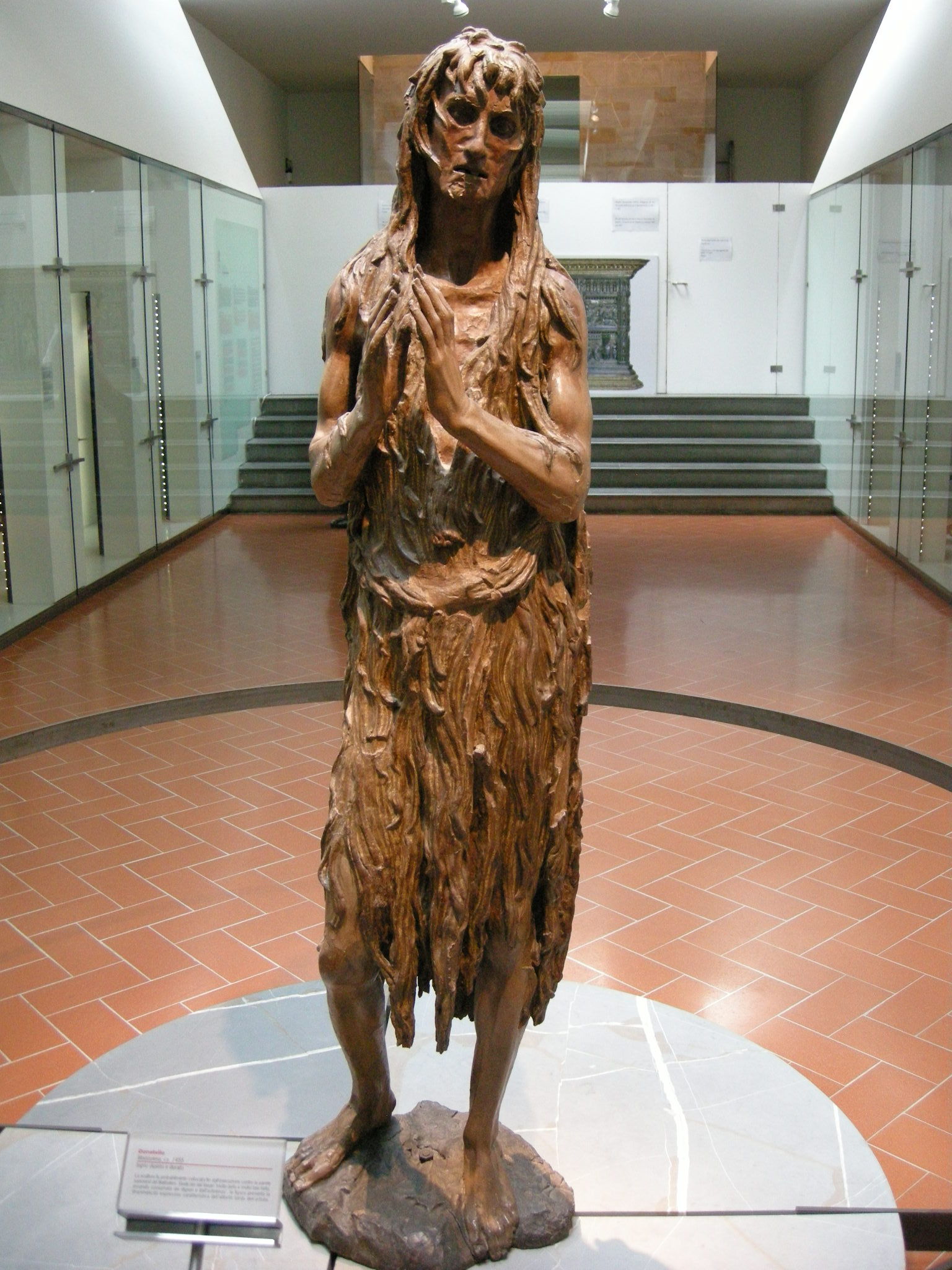
『悔悟するマグダラのマリア』（1453年 - 1455年頃） サンタ・マリア・デル・フィオーレ大聖堂ドゥオーモ付属美術館
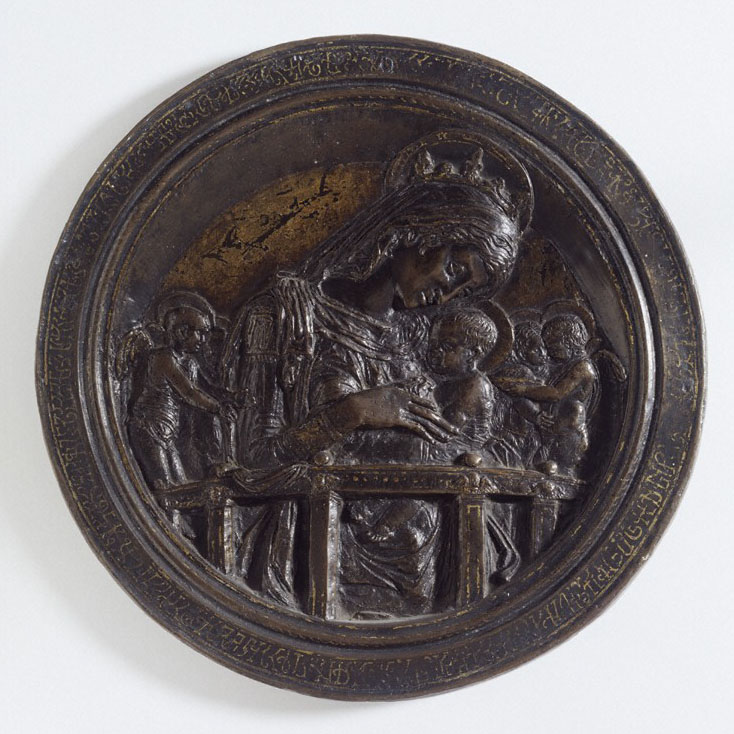
『チェリーニの聖母』（1456年以前） ヴィクトリア&アルバート博物館